# Wolny Dwór
Wolny Dwór – wieś kociewska w Polsce położona w województwie pomorskim, w powiecie starogardzkim, w gminie Skarszewy. Wieś jest siedzibą sołectwa w którego skład wchodzą również miejscowości Wilcze Góry, Wilki, Wałachowo, Rusia i Krawusin. Prowadzi tędy Szlak Skarszewski – zielony znakowany szlak turystyczny
W latach 1975–1998 miejscowość administracyjnie należała do województwa gdańskiego.